# 2010—2011年澳洲地區熱帶氣旋季
2010－11年澳洲地區熱帶氣旋季，泛指在2010年7月至2011年6月內的任何時間，於澳洲地區所產生的熱帶氣旋。大部份於澳洲地區的熱帶氣旋通常都會於11月至4月期間形成。首個被命名的風暴气旋雅思在2月被澳洲氣象局升為1級熱帶氣旋。
本條目的範圍僅侷限於赤道以南，東經90度和西經160度以內的澳洲地區水域。這範圍包括了澳大利亞、巴布亞新幾內亞、所羅門群島的西部地區、東帝汶和印度尼西亞的南部地區。在澳洲地區產生的熱帶氣旋是由澳洲、印尼和巴布亞新畿內亞命名，而聯合颱風警報中心會把在該地區的熱帶低氣壓的編號以U字母作結。
以下各熱帶氣旋資訊以熱帶氣旋存在期間的最強形態為準。

## 內部連結
- 2010年大西洋颶風季
- 2010年太平洋颶風季
- 2010年北印度洋氣旋季
- 2010年太平洋颱風季
- 2011年大西洋颶風季
- 2011年太平洋颶風季
- 2011年北印度洋氣旋季
- 2011年太平洋颱風季
- 2010－2011年西南印度洋熱帶氣旋季
- 2010－2011年南太平洋熱帶氣旋季